# Adamowo (okręg tauroski)
Adamowo (lit. Adomavas) – wieś na Litwie, w okręgu tauroskim, w rejonie szyłelskim.
W 1842 w Adamowie urodziła się Maria z Billewiczów Piłsudska. 